# Les Dépossédés (roman, 2009)
Pour l’article homonyme, voir Les Dépossédés.
Les Dépossédés est un roman documentaire suédois de Steve Sem-Sandberg, publié en Suède par Albert Bonniers förlag en 2009, et en français par les éditions Robert Laffont en 2011.

## Trame narrative
Le texte reconstitue la survie des habitants du ghetto de Łódź (1940-1944), surtout à partir des chroniques quotidiennes du ghetto de Łódź, chronique minutieuse de quelque 6 000 pages écrites par les membres du Département des archives (en plus des archives officielles, globalement volontairement détruites sur ordre en 1944) dans la clandestinité et qui retrace (d'abord en polonais) la vie quotidienne dans le ghetto. L'intégrale de ces chroniques est disponible en allemand depuis 2007. D'autres documents ont pu être sauvés, écrits (avis publics, récits, correspondances, journaux intimes, etc., dont ceux d'Oskar Rosenfeld) ou photographiques. Enfin, les témoignages de survivants (de tous côtés) comme Dawid Gertler, et les photographies de Walter Genewein (de) (1901-1974) complètent le tableau.
Le titre suédois (et allemand, italien...) est  De fattiga i Łódź (Les Pauvres à/de Lodz), le titre anglais signifie L'Empereur des mensonges. Les deux rêves du président correspondent peu aux réalités : soumission et  exploitation non pas à titre individuel mais collectif, jusqu'à devenir le premier fournisseur de l'armée allemande (dans la région), dans les ateliers et usines créés par l'administration juive avec financement de l'administration allemande, créant ainsi une Dette à rembourser. 
Environ 200 000 juifs sont passés par le ghetto de Lodz, 10 000 ont survécu : orphelinats, écoles d'apprentissage, travail forcé, pénuries, malnutrition, hygiène, maladies, déportations... Les résistances s'organisent : grève(s) (du travail, de la soupe, du zèle), marches de protestation, émeutes, suicides, trafics (dont celui d'épluchures de pommes de terre), vols, répression, autoritarisme... Celui qui se voudrait le roi et le père de son ghetto est perçu plutôt comme un roi de mascarade : héros et traître !
Le personnage, tel qu'il est présenté, est un homme et un monstre. Presque tous les autres sont aussi et d'abord des victimes. 
Le rêve du Président est simple : un État juif sous autorité allemande où la liberté a été gagnée honnêtement au prix d'un dur labeur (p. 22). C'est du moins son espoir affirmé. Dans l'autre, le rêve secret, il se tient à la proue d'un imposant paquebot faisant route vers la Palestine. Le bateau a quitté le port de Hambourg, après qu'il a personnellement mené son peuple hors du ghetto. Le rêve ne précise jamais qui, en dehors de lui-même, fait partie des heureux élus autorisés à émigrer. Mais Feldman comprend que la majorité d'entre eux sont des enfants (pp. 22-23).
Le ghetto de Lodz, créé six mois avant celui de Varsovie, a duré plus longtemps, avec un résultat moins glorieux : l'enfer, au quotidien, avec Ubu au pouvoir.

## Personnages
Les personnages sont tous des personnes réelles :
- administration civile allemande du ghetto : Hans Biebow, Joseph Hämmerle, Wilhelm Ribbe, Erich Czarnulla, Heinrich Schwind, et leurs subordonnés,
- administration militaire allemande : Otto Bradfisch, Günther Fuchs, Albert Richter, Alfred Stromberg, et leurs subordonnés,
- administration juive du ghetto : Mordechai Chaim Rumkowski (Doyen, 1877-1944)), Dora Fuchs (secrétaire principale), Mieczyslaw Abramowicz (assistant personnel), Jozef Rumkowski (grand hôpital et anti-corruption), Rebeka Wolk (chef de cabinet), Wiktor Miller (autorités sanitaires), Leon Rozenblatt (police régulière), Shlomo Hercberg (prison centrale), Aron Jakubowicz (Bureau central du travail), Stanislaw Jakobson (tribunal juif), David Warszanski (direction du Tailleur central), Henryk Neftalin (statistiques et archives), Szmul Rozensztajn (imprimerie, propagande, et journal), Dawid Gertler (section spéciale) puis Marek Klieger...
- famille Rumkovski : Mordechai Chaim, son épouse Regina (Ruchla), son frère Jozef, sa belle-sœur Helena (Princesse Helena, et son médecin personnel Herz Garfinkel), son régisseur Jakub Tausendgeld, son docteur Michal Eliasberg, son cocher Lev Kuper, son employée de maison Dana Koszmar...
- famille Rzepin : Adam, Lida, Szaja, Lajb,
- famille Wajsberg : Hala, Samuel, Jakub, Chaim,
- famille Pinczewski : Moshe, Krystyna, Maria,
- famille Fruydman : Jakub, Rakel, Feliks, Dawid,
- famille Schulz : Arost, Irena, Vera, Martin, Josef (Josel),
- individus adultes : Jozef Rubin, Malwina Kempel, Adrian Zysman, Chaja Meyer, Jozef Feldman...
- individus enfants ou adolescents : Debora Zurawska, Kazimir Majerowicz, Nataniel Sztuk, Werner Samstag, Mirjam Szygorska, Stanislaw Stein (Staszek)...
- aux archives : Henryk Neftalin, Aleksander Gliksman (Alex), Yitshak Einhorn, Pinkas Szwarc, Mendel Grossman, le môme Shem...
- à la revue du ghetto : Moshe Pulawa
- et des centaines d'autres, la plupart anonymes.

## Éditions
- Les Dépossédés (Éditions Robert Laffont, Paris, août 2011), 592 pages  (ISBN 978-2-2211-1601-2)

## Réception
Les critiques françaises et francophones sont très favorables pour ce roman courageux et très documenté,,,.
- Prix August 2009